# Barrie Fairbrother
Barrie Edward Fairbrother (sinh ngày 30 tháng 12 năm 1950 ở Hackney, London, Anh), là một cầu thủ bóng đá người Anh thi đấu ở vị trí tiền đạo tại Football League.
Năm 2013 Barrie sinh sống ở Brisbane, Úc, làm việc nhiều năm trong ngành công nghiệp bất động sản và vận hành chuỗi thức ăn nhanh của riêng mình.